# ナムコ・テイルズスタジオ
株式会社ナムコ・テイルズスタジオ（英: NAMCO TALES STUDIO LTD.、以下、テイルズスタジオ）は、かつて存在した日本のゲームソフト制作・開発会社。株式会社バンダイナムコゲームス（NBGI）の完全子会社としてコンシューマーゲームソフトの『テイルズ オブ』シリーズの開発を専門に行っていた。

## 概説
2003年3月10日に、ナムコと日本テレネットによる共同出資を受けて設立し、同年3月31日に発表した。なお、設立以前の『テイルズ オブ』シリーズの開発は日本テレネットが行っていた。
出資比率は当初はナムコ60%・日本テレネット40%、その後NBGI94%・その他6%となっていたが、2009年6月に公式サイト上でNBGIの完全子会社となったことが発表された。
第8期（2010年3月期）決算より債務超過が報告され、2010年春・2011年秋の人員整理を経たうえで、2012年1月1日をもってバンダイナムコゲームスに合併・消滅した。その後、旧テイルズスタジオ所属スタッフ約80名を含む約1000名が所属するNBGIの開発部門を2012年4月2日付で分社化し、バンダイナムコスタジオが設立された。

## 開発ライン
『テイルズ オブ』シリーズにおける開発ラインはかつては2つあり、それぞれ「デスティニーチーム」・「シンフォニアチーム」と呼ばれていた。キャラクターデザインはデスティニーチームの作品ではいのまたむつみ、シンフォニアチームの作品では藤島康介が手掛けていたが、これは偶然そういう順番になっていただけであり、チームでキャラクターデザインが決められていたわけではない。プロデューサーの吉積信、ゲーム音楽の桜庭統および田村信二、イラスト・CGデザインの松竹徳幸などといったスタッフはシリーズを通してどちらにも参加していた。

## 製品
開発チームは明確にされている場合のみ記載。テイルズスタジオ以外が開発した作品についてはテイルズ オブ シリーズ#ゲームタイトル一覧を参照。
| 発売日         | 作品                                              | 機種     | 開発チーム                                                      |
| -------------- | ------------------------------------------------- | -------- | --------------------------------------------------------------- |
| 2003年8月1日   | テイルズ オブ ファンタジア                        | GBA      |                                                                 |
| 2003年8月29日  | テイルズ オブ シンフォニア                        | GC       | シンフォニアチーム                                              |
| 2004年9月22日  | テイルズ オブ シンフォニア                        | PS2      |                                                                 |
| 2004年12月16日 | テイルズ オブ リバース                            | PS2      | デスティニーチーム                                              |
| 2005年3月3日   | テイルズ オブ エターニア                          | PSP      |                                                                 |
| 2005年12月15日 | テイルズ オブ ジ アビス                           | PS2      | シンフォニアチーム                                              |
| 2006年9月7日   | テイルズ オブ ファンタジア フルボイスエディション | PSP      |                                                                 |
| 2006年11月22日 | テイルズ オブ デスティニー                        | PS2      | デスティニーチーム                                              |
| 2008年1月31日  | テイルズ オブ デスティニー ディレクターズカット   | PS2      | デスティニーチーム                                              |
| 2008年3月19日  | テイルズ オブ リバース                            | PSP      | デスティニーチーム                                              |
| 2008年6月26日  | テイルズ オブ シンフォニア -ラタトスクの騎士-     | Wii      | 新チームで、『シンフォニア』・『ジ アビス』のスタッフが一部参加 |
| 2008年8月7日   | テイルズ オブ ヴェスペリア                        | Xbox 360 | シンフォニアチーム                                              |
| 2008年12月18日 | テイルズ オブ ハーツ                              | DS       | 両チームの混合                                                  |
| 2009年9月17日  | テイルズ オブ ヴェスペリア                        | PS3      |                                                                 |
| 2009年12月10日 | テイルズ オブ グレイセス                          | Wii      | デスティニーチーム                                              |
| 2010年8月5日   | テイルズ オブ ファンタジア なりきりダンジョンX    | PSP      |                                                                 |
| 2010年12月2日  | テイルズ オブ グレイセス エフ                     | PS3      |                                                                 |
| 2011年6月30日  | テイルズ オブ ジ アビス                           | 3DS      |                                                                 |
| 2011年9月8日   | テイルズ オブ エクシリア                          | PS3      |                                                                 |